# Super Dragon Ball Heroes
Super Dragon Ball Heroes (スーパー ドラゴンボールヒーローズ, Sūpā Doragon Bōru Hirozu), conhecido também como Super Dragon Ball Heroes: Universe Mission (スーパードラゴンボール ヒーローズ: ユニバースミッション, Sūpā Doragon Bōru Hīrōzu: Yunibāsu Misshon), é uma web anime spin-off produzido pela Toei Animation, baseado na franquia de Akira Toriyama Dragon Ball e nos jogos de fliperama do mesmo nome. O anime pré-estreou em 1 de julho de 2018 no Japão.

## Enredo

### Saga 1
Após os acontecimentos do Torneiro do Poder, Trunks do Futuro voltou com Mai do Futuro com a cronologia principal com sua máquina do tempo para que ele possa treinar com Goku e Vegeta.
Enquanto Son Goku e Vegeta estão treinando com Whis no planeta de Beerus/Bills, a Mai do Futuro chega desesperada ao lado de um misterioso adolescente chamado Fu. Ambos avisá-los que Trunks do Futuro foi "sequestrado" e "aprisionado" em uma Prisão Planetária (監獄惑星, Kangoku Wakusei; Prison Planet), e para escapar dela precisa usar joias especiais que mesmo Fu domina as Super Esferas do Dragão.

### Saga do Conflito Universal
A dupla de irmãos gêmeos perigosos e misteriosos seres artificiais, conhecido como Kamin (カミン) e Oren (オレン), que têm um poder maior do que o do assassino Hit. Eles atacam o Universo 6, Vegeta vem para ajudar Kyabe sem Goku, que caiu para trás no colapso do Planeta Prisão do Universo 7.

### Saga Especial
Mechikabura finalmente consegue escapar do Labirinto do Tempo em que ele estava preso devido a Chronoa. Agora, em um estado aperfeiçoado, ele promete que o renascimento do Reino Demoníaco está próximo de seus seguidores do Demônio, agora exibindo novas formas aprimoradas de Deus Demônio. Em outros lugares do Time Nest, Xeno Goku, juntamente com Xeno Vegeta, Xeno Gohan, Xeno Goten e Future Trunks, são agradecidos pelo trabalho duro que dedicaram até agora para preservar as linhas de tempo do Velho Kai. Examinando um Time Scroll, Trunks percebe outra mudança no histórico. Acreditando que poderia ser devido ao envolvimento dos Demônios mais uma vez, a Patrulha do Tempo partiu para investigar.

### Saga da Criação do Universo
No Ninho do Tempo, Chronoa diz a Xeno Trunks e Xeno Pan que Tokitoki desapareceu. Pensando que algo poderia ter acontecido, Xeno Trunks e Xeno Pan partem para procurá-lo. Chronoa se pergunta se o desaparecimento está relacionado ao Dogidogi ser liberado.

## Anúncio
Em Maio de 2018, uma série promocional de Super Dragon Ball Heroes foi anunciada nas páginas da revista V Jump, que irá adaptar o arco Prision Planet do jogo. Um teaser trailer para o primeiro episódio foi lançado em 21 de junho de 2018 e mostra os novos personagens Fu (フュー, Fyū) e Cunber (Kanbā, [カンバー] Erro: {{japonês}}: transliteration text not Latin script (pos 1: $2) (ajuda)), um malvado Saiyajin.

## Transmissão
A transmissão começou em 1 de julho de 2018 em conjunto com a exibição do primeiro episódio ao shopping em AEON LakeTown de Koshigaya, Saitama, e foi enviado para o site oficial do jogo e do canal oficial da Bandai no YouTube no mesmo dia. O segundo episódio foi exibido no dia 16 de julho em TV Tokyo, durante o evento Jump Victory Carnival de 2018. Um terceiro episódio foi anunciado para setembro de 2018.

## Mangá
Sua adaptação do mangá é ilustrado por Yoshitaka Nagayama e foi publicado pela revista V Jump. A primeira prévia do anime foi lançada em 21 de junho de 2018.

## Música
Abertura
Super Dragon Ball Heroes "Universe Mission Series Theme Song" (スーパードラゴンボールヒーローズ｢ユニバースミッションシリーズ テーマソング｣) de Dragon Soul (Takayoshi Tanimoto / Mayumi Gojō / YOFFY)

## Episódios

### Resumo
| Saga | Saga | Saga                        | Episódios | Data de exibição        | Data de exibição        |
| Saga | Saga | Saga                        | Episódios | Estreia da saga         | Final da saga           |
| ---- | ---- | --------------------------- | --------- | ----------------------- | ----------------------- |
|      | 1    | Prisão Planetária           | 6         | 1 de julho de 2018      | 22 de dezembro de 2018  |
|      | 2    | Conflito Universal          | 13        | 10 de janeiro de 2019   | 9 de janeiro de 2020    |
|      | 3    | Especial                    | 1         | 23 de fevereiro de 2020 | 23 de fevereiro de 2020 |
|      | 4    | Saga da Criação do Universo | 10        | 5 de março de 2020      | 25 de fevereiro de 2021 |
|      | 5    | Especial II                 | 1         | 15 de novembro de 2020  | 15 de novembro de 2020  |
|      | 6    | Saga da Criação do Universo | 8         | 17 de março de 2021     | 18 de dezembro de 2021  |
|      | 7    | Saga do Kaioshin do Tempo   | 10        | 23 de fevereiro de 2022 | 24 de agosto de 2023    |
|      | 8    | Saga do Invasor Demoníaco   | 6         | 22 de outubro de 2023   | 8 de agosto de 2024     |

#### Prisão Planetária (2018)
Saga da Prisão Planetária (監獄惑星編, Kangoku Wakusei Hen; Prison Planet Arc) é a primeira saga do anime.
| # | # | Título traduzido Título original japonês | Dirigido por     | Escrito por      | Data de exibição original |
| --- | - | --- | ---------------- | ---------------- | ------------------------- |
| 1 | 1 | "Goku vs. Goku! Começa uma Super Batalha na Prisão Planetária!" "悟空vs悟空！監獄惑星で超絶バトル開幕！ Gokū bāsasu Gokū! Kangoku Wakusei de Chōzetsu Batoru Kaimaku!" | Ryō Nanba        | Atsuhiro Tomioka | 1 de julho de 2018        |
| Goku e Vegeta estavam treinando nas contas do planeta, quando visitou pela primeira vez o Mai do Futuro, alertando para o desaparecimento de Trunks, e depois por um ser estranho chamado Fu, que adverte que estava na Prisão Planetária. Naquele lugar, Goku é atacado por uma contraparte de outra dimensão, que se transforma em Super Saiyajin 4. Fu lhes diz que ambos foram presos para uma competição, e que a única maneira de escapar é através das Esferas do Dragão, também informa que eles não são os únicos que estão na Prisão Planetária, porque existem vários seres muito poderosos presos que também estão em busca das esferas. |   | |                  |                  |                           |
| 2 | 2 | "Goku Perde o Controle! O Ataque do Saiyajin Maligno!" "暴走した悟空！悪のサイヤ人大暴れ！! Bōsō shita Gokū! Aku no Saiya-jin ō abare!!"                               | Yui Komatsu      | Atsuhiro Tomioka | 16 de julho de 2018       |
| Um novo inimigo apareceu na Prisão Planetária e parece que Goku e os outros não são únicos competidores, um saiyajin malvado chamado Cunber, que está envolvido em um ki sinistro e terrivelmente imenso. Goku começa com a batalha, no entanto, está envolvido com o ki do saiyajin malvado, isso resulta em Goku perde o controle de seu corpo e mente, mas nada de um guerreiro inesperado vem ao salvamento. |   | |                  |                  |                           |
| 3 | 3 | "O Brilho mais Forte! Vegetto Blue Kaioken Explode!" "最強の輝き！ベジットブルー界王拳炸裂！ Saikyō no kagayaki! Bejītto burū kaiōken sakuretsu!"                      | Maya Asakura     | Atsuhiro Tomioka | 6 de setembro de 2018     |
| Goku e Vegeta não poderia lidar com o saiyajin malvado Cunber por causa disso ki temível em torno dele, agora Vegetto é a última esperança para derrotar o adversário, o poder do saiyajin malvado é assustador, mas Vegetto ainda tem uma dás mangas. |   | |                  |                  |                           |
| 4 | 4 | "Raiva! Super Fu Aparece!" "激昂！超フュー登場！ Gekikō! Sūpā Fyū tōjō!"                                                                                               | Kana Shinohara   | Atsuhiro Tomioka | 27 de setembro de 2018    |
| O saiyajin malvado Cunber mostrou uma forma incrível e foi liberado. A Prisão Planetária está lutando para lidar com esse grande poder, mas as correntes começam a se romper uma por uma. Vendo isso, Fu fica enfurecido e libera seus poderes ocultos. |   | |                  |                  |                           |
| 5 | 5 | "O Guerreiro Mais Forte! Super Saiyajin 4 Vegetto!!" "最強の戦士！超サイヤ人4ベジット！！ Saikyō no senshi! Sūpā Saiya-jin fō Bejītto!!"                               | Yamazaki Kyōsuke | Atsuhiro Tomioka | 28 de outubro de 2018     |
| Como Goku e companhia estão em apuros, Goku Xeno e Vegeta Xeno vêm em seu auxílio, tendo notado a mudança na Prisão Planetária. Para contrariar o poder sem limite de Cunber, os dois usam o Potara para se fundir... É o nascimento explosivo do mais poderoso guerreiro! |   | |                  |                  |                           |
| 6 | 6 | "Eu Acabarei com Isso!! O Instinto Superior Entra em Ação!" "オラがケリをつける！！発動！身勝手の極意！ Ora ga keri o tsukeru!! Hatsudō! Migatte no gokui!"            | Yui Komatsu      | Atsuhiro Tomioka | 22 de dezembro de 2018    |
| Depois de uma batalha feroz, tremenda e longa, o Instinto Superior finalmente entra em ação dentro de Goku! Como a Prisão Planetária colapsa devido aos ataques do saiyajin malvado, uma luta final com todos os atacantes começa! |   | |                  |                  |                           |

#### Conflito Universal (2019-20)
Saga do Conflito Universal (宇宙争乱開戦編, Uchū Sōran Kaisen-Hen; Universe Conflict Arc) é a segunda saga do anime.
| # | #  | Título traduzido Título original japonês | Dirigido por       | Escrito por      | Data de exibição original |
| --- | -- | --- | ------------------ | ---------------- | ------------------------- |
| 7 | 1  | "Zamasu Revivido!? Começa a Saga do Conflito Universal!" "ザマスが 復活！？宇宙争乱編開幕！ Zamasu ga fukkatsu!? Uchū sōran-hen kaimaku!"                                | Tadayoshi Yamamuro | Atsuhiro Tomioka | 10 de janeiro de 2019     |
| Trunks, Vegeta e os outros conseguiram escapar da Prisão Planetária. Com pouco tempo para curar as feridas da batalha, ambos são informados de um ataque em curso no Universo 6. O que estará esperando por Vegeta e outros, que estão indo para o Universo 6 para o misterioso inimigo...?! Os guerreiros mais fortes de todos os universos estão se preparando para uma violenta batalha. A cortina se ergue na Saga do Conflito Universal! |    | |                    |                  |                           |
| 8 | 2  | "A Invasão dos Guerreiros mais Fortes! O Sexto Universo é Destruído!" "最強最悪の戦士襲来！壊滅する第6宇宙 Saikyō saiaku no senshi shūrai! Kaimetsu suru dai roku uchū!" | Kazuya Karasawa    | Atsuhiro Tomioka | 24 de fevereiro de 2019   |
| Oren e Kamin de repente convertem seus corpos em energia e possuem Kale e Caulifla, usando seus corpos para atacar os outros. Vegeta, Trunks e Hit desenvolvem um plano; Trunks e Hit lutam e imobilizam Oren e Kamin, enquanto Vegeta carrega um Flash Final. Quando ele atira, Oren e Kamin são forçados a abandonar os corpos de Kale e Caulifla. No entanto, antes que a batalha possa continuar, Hearts aparece com um cristal estranho e imobiliza todos eles com seus poderes psíquicos. Ele revela que o cristal, que ele chama de Semente do Universo, lhe dará poderes para destruir o Zen-oh, os Supremos Kaioh e os Deuses da Destruição. Hearts cria um cubo de cristal estranho, que ele usa para destruir um planeta próximo. Ele está se preparando para fazer o mesmo com o grupo, mas Oren e Kamin insistem em combatê-los novamente. Zamasu também se revela, o que choca Trunks e Vegeta. Hearts lêem a mente de Hit, determinando que ele acredita que Jiren é o lutador mais forte em todos os universos. Enquanto isso, no Universo 11, Jiren e Toppo estão enfrentando Cunber. Em outros lugares, é revelado que Goku está vivo e sendo treinado pelo Supremo Sacerdote. |    | |                    |                  |                           |
| 9 | 3  | "A ressurreição de Goku!! Clash entre o mais forte e o mais forte!" "悟空復活！！衝突する最強と最強！ Gokū fukkatsu!! Shōtotsu suru saikyō to saikyō!"                   | Takao Kiriyama     | Atsuhiro Tomioka | 7 de março de 2019        |
| Vegeta e Trunks chegam ao Universo 11, e descobrem que Hearts e sua gangue já estão atacando. Oren pega os Saiyajins desprevenidos e possui o corpo de Vegeta, ganhando seu imenso poder para si mesmo. Trunks ataca Oren, mas ele é facilmente derrotado. Enquanto isso, Jiren está lutando contra Cunber; eles parecem ser igualados, então Cunber se transforma em um Super Saiyajin, mas Jiren ainda está segurando o seu próprio até que Hearts apareça e cancele a luta. Oren assume a luta contra Jiren, enquanto Hearts envia Cunber para atacar o Universo 3. Kamin e Zamasu juntam-se à batalha contra Jiren, que detém o seu; Trunks tenta ajudar atacando Zamasu, mas Oren rapidamente o derrota novamente. Assim como Oren está prestes a acabar com Trunks, Goku chega com o Supremo Sacerdote. O Supremo Sacerdote parte, e Goku demonstra que agora ele tem controle sobre o Instinto Superior. Zamasu tenta atacar Goku, mas Jiren o intercepta. Goku derrota facilmente Oren e Kamin e expulsa Oren do corpo de Vegeta. Goku então se prepara para lutar contra Hearts. |    | |                    |                  |                           |
| 10 | 4  | "Contra ataque! Ataque feroz! Goku e Vegeta!" "反撃！猛攻！悟空とベジータ！ Hangeki! Mōkō! Gokū to Bejīta!"                                                              | Takao Kiriyama     | Atsuhiro Tomioka | 18 de abril de 2019       |
| Depois de libertar o corpo de Vegeta do controle de Oren, Goku enfrenta Hearts. Oren e Kamin atacam Goku novamente, mas ele facilmente domina os dois. Percebendo que eles não podem derrotar Goku separadamente, os dois se fundem em "Kamioren" para enfrentá-lo. Enquanto isso, Jiren lança uma enorme explosão de energia em Zamasu, mas Zamasu sobrevive ileso graças à sua imortalidade. Como Goku está ganhando contra Kamioren, Hearts usa seus poderes para lançar um cristal da Semente do Universo em Goku. Incapaz de manter sua forma sob a pressão do poder de Goku e da Semente do Universo, o cristal quebra e revela um ser chamado "Laggs", o membro final da gangue de Hearts. Goku perde o Instinto Superior e volta à sua forma básica, exausto pelo esforço de bloquear o cristal. Rags então usa os pedaços quebrados do crytal para feri-lo, cortando-o repetidamente e nocauteando-o. Com Goku inconsciente e incapaz de continuar a luta, Vegeta aumenta sua forma evoluída de Super Saiyan Blue e se prepara para lutar contra Kamioren. |    | |                    |                  |                           |
| 11 | 5  | "Luta Feroz! A Batalha Decisiva do Universo 11!" "激闘！第11宇宙頂上決戦！ Gekitō! Dai jūichi uchū chōjō kessen!"                                                        | Takao Kiriyama     | Atsuhiro Tomioka | 9 de maio de 2019         |
| Vegeta começa a lutar contra Kamioren e parece ter a vantagem. Laggs tenta acabar com Goku, mas Trunks intervém e ela aceita. Vegeta começa a vencer Kamioren e os derrota com um Flash Final que força Kamin e Oren a se separarem. Enquanto isso, Jiren continua a dominar Zamasu e o machuca, mas os ferimentos de Zamasu rapidamente se curam. Laggs ataca Trunks com seus cristais de vidro, mas Goku o derruba e aceita o ataque. Hearts entra e envia Rags para se juntar a Cumber no Universo 3, antes de confrontar o próprio Goku. Ele lê a mente de Goku e discerne que ainda não aperfeiçoou o Instinto Superior, mas decide tentar extrair todo o poder de Goku para que ele possa derrotá-lo no seu ponto mais forte. Goku, Trunks e Vegeta atacam Hearts, mas ele usa seus poderes psíquicos para imobilizá-los. Goku começa a lutar para resistir aos poderes de Hearts, mas Kaioshin do Universo 7 aparece de repente e resgata os três Saiyajins. Hearts decide que os vilões absorveram energia suficiente do Universo 11, e que é hora de eles seguirem para o próximo alvo. Jiren tenta interceptá-los, mas Hearts o prende temporariamente dentro de um cubo de cristal e os vilões escapam, deixando Jiren e Toppo sozinhos. Em outros lugares, Fu está escondido em um novo laboratório e tem observado as recentes batalhas; ele diz a uma versão robótica do Cooler que agora é sua vez de se juntar à briga. |    | |                    |                  |                           |
| 12 | 6  | "Super Guerreiros Juntos! A Batalha Decisiva do Universo 7!" "超戦士集結！決戦の第7宇宙！ Chō senshi shūketsu! Kessen no dai nana uchū!"                                 | Yui Komatsu        | Atsuhiro Tomioka | 22 de junho de 2019       |
| Hearts, Zamasu, Oren e Kamin chegam ao Universo 7 para destruí-lo, mas são confrontados por Goku, Vegeta, Future Trunks, Android 17 e Piccolo. Oren e Kamin seguem para Vegeta, mas são interceptados por 17 e Piccolo, enquanto Vegeta e Trunks enfrentam Zamasu. Goku tenta repetidamente atacar Hearts, mas continua sendo puxado pela manipulação da gravidade de Hearts antes que ele possa chegar perto dele. Enquanto isso, no Universo 3, Cooler, que agora é um cyborg "Meta Cooler", derrotou Rags e está lutando com Cumber. Depois de ter alguma dificuldade com a forma Super Saiyajin de Cumber, Cooler se transforma em sua forma de Ouro e domina Cumber; ele começa a carregar três ataques de Supernova para terminar a batalha, mas seus sistemas começam a superaquecer. Cooler lança as explosões, nocauteando Cumber, mas seus circuitos de superaquecimento estão danificados e ele é forçado a recuar antes que ele possa acabar com Cumber. De volta ao Universo 7, Oren e Kamin se fundem nos poderes de Kamioren e Hearts enquanto Goku se levanta, pronto para continuar lutando. |    | |                    |                  |                           |
| 13 | 7  | "Super Hearts se junta à luta! Uma batalha total que sacode a terra!" "超ハーツ参戦！大地揺るがす全開バトル！ Sūpā Hātsu sansen! Daichi yurugasu zenkai batoru!"         | Yui Komatsu        | Atsuhiro Tomioka | 11 de julho de 2019       |
| Depois de aumentar seu poder, Hearts ataca Goku e sua batalha se intensifica, com Hearts segurando a vantagem até Goku subir para Super Saiyan Blue, após o qual eles parecem estar em igualdade de condições. No entanto, ambos reconhecem que nenhum deles está lutando totalmente ainda. Goku é capaz de ganhar vantagem e domina Hearts com um Kamehameha. Enquanto isso, Trunks e Vegeta continuam sua batalha contra Zamasu, enquanto Android 17 e Piccolo conseguem capturar Kamioren desprevenido, com 17 adiando seus ataques enquanto Piccolo carrega um canhão de raio especial que os fere. No entanto, Kamioren se regenera e se fortalece descontroladamente, enfurecido pela possibilidade de que eles possam perder. Hearts volta e liga novamente, usando seu controle de gravidade contra Goku; Goku é capaz de suportar seus ataques, então Hearts aumenta ainda mais. |    | |                    |                  |                           |
| 14 | 8  | "A Semente Ameaçadora do Universo! O Tumulto de Kamioren!!" "宇宙の種の脅威！カミオレン暴走！ Uchū no tane no kyōi! Kamioren bōsō!!"                                     | Takao Kiriyama     | Atsuhiro Tomioka | 28 de julho de 2019       |
| Depois de aumentar o seu poder, Hearts usa seus cubos de gravidade para aumentar ainda mais sua força e derrota Goku com um único golpe. Enquanto isso, Piccolo e 17 são capazes de ferir Kamioren novamente; Kamioren parece estar desequilibrado, então Hearts decide ajudá-los enquanto a Semente do Universo está quase pronta. Ele encolhe a Semente do Universo para um tamanho pequeno usando seus cubos de gravidade e a implanta em Kamioren, fazendo com que eles sofram uma transformação monstruosa que aumenta ainda mais seu poder. Nesse estado, Kamioren derrota facilmente Piccolo e 17, então Vegeta e Trunks vão ajudá-los. Todos os quatro lutadores atacam Kamioren juntos, mas não obtêm sucesso. Kamioren está prestes a acabar com Vegeta, mas Goku vai ajudá-lo e é capaz de alcançar o Instinto Superior novamente, permitindo-lhe suportar os ataques de Kamioren. |    | |                    |                  |                           |
| 15 | 9  | "Envie Kamioren voando! Esmagadora! Instinto Superior!" "ぶっとべカミオレン！圧倒！身勝手の極意！ Buttobe Kamioren! Attō! Migatte no gokui!"                             | Takao Kiriyama     | Atsuhiro Tomioka | 5 de setembro de 2019     |
| Depois de aumentar o seu poder, Hearts usa seus cubos de gravidade para aumentar ainda mais sua força e derrota Goku com um único golpe. Enquanto isso, Piccolo e 17 são capazes de ferir Kamioren novamente; Kamioren parece estar desequilibrado, então Hearts decide ajudá-los enquanto a Semente do Universo está quase pronta. Ele encolhe a Semente do Universo para um tamanho pequeno usando seus cubos de gravidade e a implanta em Kamioren, fazendo com que eles sofram uma transformação monstruosa que aumenta ainda mais seu poder. Nesse estado, Kamioren derrota facilmente Piccolo e 17, então Vegeta e Trunks vão ajudá-los. Todos os quatro lutadores atacam Kamioren juntos, mas não obtêm sucesso. Kamioren está prestes a acabar com Vegeta, mas Goku vai ajudá-lo e é capaz de alcançar o Instinto Superior novamente, permitindo-lhe suportar os ataques de Kamioren. |    | |                    |                  |                           |
| 16 | 10 | "Zamasu vs. Universo 7! Fim da Ambição!" "ザマスVS第7宇宙！野望の結末！ Zamasu bāsasu dai nana uchū! Yabō no ketsumatsu!"                                                | Takao Kiriyama     | Atsuhiro Tomioka | 10 de outubro de 2019     |
| Vegeta e os outros tentam atacar Hearts enquanto ele está absorvendo a Semente do Universo, mas Zamasu fica no caminho deles quando ele revela que ele está apenas ajudando Hearts para que ele possa retomar seu esquema de exterminar toda a vida mortal sem a interferência dos Zen-ohs. Zamasu domina Goku após rapidamente incapacitar os outros, antes de Jiren e Hit chegarem para a luta, tendo sido enviados pelos Supremos Kais de seus universos para lidar com Hearts e seus aliados. Goku, Jiren e Hit estão prestes a atacar Zamasu novamente quando Hearts de repente surge de seu enorme cubo de gravidade, assimilando a Semente do Universo e seu poder em seu corpo, e ganhando uma nova forma no processo. Hearts usa seu novo poder para facilmente imobilizar Zamasu, depois o prende em outro cubo de gravidade e o destrói completamente depois de revelar que seu objetivo é destruir todos os deuses. O Grande Ministro fica perturbado depois de sentir a morte de Zamasu e o imenso poder de Hearts, enquanto Hearts se proclama "o Último Matador de Deus". |    | |                    |                  |                           |
| 17 | 11 | "O Deus Divino Final! Hearts Nasce!" "究極の神殺し！ハーツ誕生！ Kyūkyoku no kamigoroshi! Hātsu tanjō!"                                                                  | Takao Kiriyama     | Atsuhiro Tomioka | 27 de outubro de 2019     |
| Hearts lança um ataque simultâneo a todos os Guerreiros Z, que lutam para revidar. Goku ativa o Super Saiyajin Blue e o ataca, mas Hearts o derruba facilmente e depois usa um ataque de gravidade massivo para derrubar todos os lutadores de uma só vez. Enquanto os outros se recuperam, Jiren e Hit vão atrás de Hearts novamente, enquanto Goku sugere que ele e Vegeta usem a Dança de Fusão para se fortalecerem o suficiente para assumir o novo poder de Hearts. Trunks, Piccolo e 17 voltam à batalha para ganhar tempo, enquanto Goku e Vegeta executam a dança com sucesso e se fundem em Gogeta. Os outros lutadores se afastam por enquanto, enquanto Gogeta se prepara para lutar contra corações. |    | |                    |                  |                           |
| 18 | 12 | "Batalha Super Decisiva! Gogeta vs. Hearts!" "超決戦！ゴジータVSハーツ！ Chō kessen! Gojīta bāsasu Hātsu!"                                                               | Takao Iwai         | Atsuhiro Tomioka | 21 de dezembro de 2019    |
| Gogeta ativa o Super Saiyajin Blue e lança um ataque contra Hearts. À medida que a luta fica mais intensa, Hearts aumenta até o máximo, mas Gogeta não sofre dano e rapidamente ganha a vantagem. Hearts então usa seus poderes para puxar um meteoro gigantesco para a atmosfera da Terra, infundindo-o com sua própria energia antes de lançá-lo em Gogeta. Gogeta aumenta o seu poder e se prepara para parar o meteoro. |    | |                    |                  |                           |
| 19 | 13 | "Conclusão Final! O Conflito Universal Termina!" "完全決着！宇宙争乱のゆくえ！ Kanzen ketchaku! Uchū sōran no yukue!"                                                    | Takao Iwai         | Atsuhiro Tomioka | 9 de janeiro de 2020      |
| Gogeta ativa o Super Saiyajin Blue e lança um ataque contra Hearts. À medida que a luta fica mais intensa, Hearts aumenta até o máximo, mas Gogeta não sofre dano e rapidamente ganha a vantagem. Hearts então usa seus poderes para puxar um meteoro gigantesco para a atmosfera da Terra, infundindo-o com sua própria energia antes de lançá-lo em Gogeta. Gogeta aumenta o seu poder e se prepara para parar o meteoro. |    | |                    |                  |                           |

#### Saga Especial (2020)
Saga Especial é a terceira saga do anime.
| # | # | Título traduzido Título original japonês                                                                                          | Dirigido por | Escrito por      | Data de exibição original |
| --- | - | --- | ------------ | ---------------- | ------------------------- |
| 20 | 1 | "Batalha Decisiva! Patrulha do Tempo vs. O Rei das Trevas" "決戦！タイムパトロールVS暗黒王 Kessen! Taimu patorōru buiesu ankokuō" | Takao Iwai   | Atsuhiro Tomioka | 23 de fevereiro de 2020   |
| Em outra linha do tempo, uma guerra foi travada entre a Patrulha do Tempo e um exército maligno do Reino Demônio das Trevas, liderado pelo Rei Negro Mechikabura. O conflito entre eles chegou à sua batalha final, quando o Supremo Kaio do Tempo, Chronoa, e uma equipe de elite Patrulheiros do Tempo (composta pelos colegas Xeno Goku, Vegeta, Gohan, Goten, Pan e Future Trunks) invadiram o Reino Demoníaco para lidar com Mechikabura de uma vez por todas. Deus Super Saiyajin Xeno Trunks e Super Saiyajin 4 Xeno Vegito estão lutando contra Mechikabura, enquanto os outros observam. Xeno Vegito domina Mechikabura, enquanto Chronoa fortalece a mística Key Sword de Xeno Trunks com sua magia, permitindo-lhe ferir Mechikabura. O Supremo Kai do Tempo então usa sua magia para selar Mechikabura, enquanto seu companheiro mágico de pássaros Toki-Toki usa sua própria magia para lavar a escuridão do Reino Demoníaco e destruir o palácio dos demônios. Chronoa agradece aos Patrulheiros do Tempo por sua ajuda, e eles voltam para casa triunfantes. No entanto, é revelado que, pouco antes da destruição do Reino Demônio, a Rainha Demônio Towa e sua serva Mira enviaram o filho de Towa para o horário marcado para salvar sua vida, e a criança é revelada como uma versão jovem de Fu. |   | |              |                  |                           |

#### Saga da Criação do Universo (2020)
Saga da Criação do Universo (宇宙創成編, Uchū Sōsei Hen; Universe Creation Arc) é a quarta saga do anime.
| # | # | Título traduzido Título original japonês | Dirigido por   | Escrito por      | Data de exibição original |
| --- | - | --- | -------------- | ---------------- | ------------------------- |
| 21 | 1 | "Os Deuses da Destruição Invadem! O Início de uma Nova Batalha!" "破壊神襲来！新たなる戦いの幕開け！ Hakaishin shūrai! Aratanaru tatakai no makuake!"                                        | Masanori Satō  | Atsuhiro Tomioka | 5 de março de 2020        |
| No Ninho do Tempo, sede da Patrulha do Tempo, o Supremo Kaio do Tempo informa Xeno Trunks e Xeno Pan que seu pássaro místico Toki-Toki desapareceu. Ela envia os dois para encontrá-lo, enquanto também está preocupada com um suposto "pássaro da catástrofe" que foi lançado. Enquanto isso, Toki-Toki apareceu na Terra na linha do tempo principal, onde Goku o encontra enquanto treinava com Vegeta, Gohan, Piccolo, Kuririn e Android 17. Xeno Trunks e Xeno Pan chegam e ficam felizes em ver que Toki-Toki está seguro , com Xeno Pan explicando que sua existência é muito importante para o funcionamento interno do multiverso. De repente, o grupo é interrompido pela chegada de todos os doze deuses da destruição. Champa identifica Toki-Toki e Beerus prontamente tenta destruí-lo, mas Toki-Toki usa sua mágica para neutralizar o ataque de Beerus. Goku pergunta a Beerus o que está acontecendo, e Beerus explica que recebeu uma premonição de que um pássaro misterioso aparecerá no Universo 7 e destruirá o multiverso inteiro. Xeno Trunks protesta que isso não poderia ser possível, e Xeno Pan rapidamente foge de volta ao Time Nest com Toki-Toki. Quitela, Champa e os outros Deuses da Destruição se irritam com o desafio dos mortais, e imediatamente se preparam para destruir a Terra em resposta, mas Beerus diz para eles se afastarem, dizendo que, como Deus da Destruição do Universo 7, ele próprio disciplinará os mortais. Goku, Vegeta, Xeno Trunks e os outros se fortalecem e se preparam para lutar contra Beerus. Enquanto isso, Fu observa a cena de um local desconhecido, dizendo que este é o começo de seu novo experimento. Ele agora possui uma árvore estranha e brilhante, e um pássaro estranho chamado "Doki-Doki", o verdadeiro alvo dos Deuses da Destruição, que parece ser uma versão maligna de Toki-Toki. |   | |                |                  |                           |
| 22 | 2 | "O Plano de Fu! A Ameaça da Terrível Árvore Universal!" "フューの計画！恐るべき宇宙の脅威！ Fyū no keikaku! Osorubeki uchūju no kyōi!"                                                       | Masanori Satō  | Atsuhiro Tomioka | 9 de abril de 2020        |
| Goku, Vegeta e Xeno Trunks estão lutando contra Beerus, enquanto Gohan, Piccolo, 17 anos, Kuririn e os outros Deuses da Destruição observam. Beerus está em vantagem, até que sua batalha seja interrompida pela chegada de Xeno Goku e Xeno Vegeta, que os alertam de que precisam parar a luta. De repente, uma massa de raízes de árvores gigantes aparece no céu ao redor da Terra e começa a drenar a energia do planeta. Os outros Deuses da Destruição sentem que o mesmo está acontecendo em outros planetas em todo o seu próprio universo, com os planetas afetados sendo eventualmente consumidos inteiramente. Todos os outros deuses correm de volta para seus próprios universos para protegê-los, deixando Beerus, os heróis da Terra e os Patrulheiros do Tempo para trás. Eles são confrontados por Fu, que é acompanhado por Doki-Doki. Fu confirma que Doki-Doki é o "Pássaro da Catástrofe" com o qual Beerus estava preocupado e explica que as raízes das árvores fazem parte da Árvore do Universo, que cresceu a partir da Semente do Universo que Hearts estava desenvolvendo. Ao drenar energia de todos os doze universos usando a Árvore, ele afirma que será capaz de criar um novo universo. Fu e Doki-Doki escapam através de um portal, enquanto Krillin, Piccolo e os outros habitantes da Terra começam a enfraquecer como resultado da drenagem da energia da Árvore. Beerus sobe no céu e liga, protegendo a Terra, permitindo que a Árvore se alimente de sua energia; no entanto, ele avisa os outros que ele não será capaz de manter isso por muito tempo e que ele não poderá destruir a Árvore sozinho. Xeno Goku e Xeno Vegeta se teletransportam para procurar Fu em outro lugar, enquanto Goku, Vegeta e Xeno Trunks tentam localizá-lo.                                                                                         |   | |                |                  |                           |
| 23 | 3 | "Revanche com inimigos formidáveis! Turles e Bojack!" "強敵再戦！ターレスとボージャック！ Kyōteki saisen! Tāresu to Bōjakku!"                                                                | Masanori Satō  | Atsuhiro Tomioka | 22 de maio de 2020        |
| Guiados por Toki-Toki, Goku e os outros perseguem Fu. Quando finalmente chegam a um planeta, encontram velhos inimigos formidáveis que lutaram há muito tempo e desta vez foram fortalecidos pelo próprio Fu. Acontece que Turles e Bojack, que iniciam uma revanche contra Goku e Vegeta. Por outro lado, em algum lugar do inferno, Son Goku Xeno e Vegeta Xeno encontram um homem misterioso que se chama "Dr. W". |   | |                |                  |                           |
| 24 | 4 | "Sombra rastejante! O homem misterioso Dr. W!" "忍び寄る影！謎の男Dr.ダブリュー！ Shinobiyoru kage! Nazo no otoko Dokutā Daburyū!"                                                           | Masanori Satō  | Atsuhiro Tomioka | 30 de junho de 2020       |
| Dr. W começa o que chama de "análise" de Xeno Goku e Xeno Vegeta, atacando-os com explosões de energia teletransportadas. Ambos aumentam o poder de Super Saiyajin 3 e o envolvem em combate, mas ele é capaz de aguentar os dois com seus ataques estranhos e reflexos de alta velocidade. Depois de ter dificuldade em dominá-lo, eles aumentam o poder de Super Saiyajin 4 e lançam uma poderosa explosão combinada sobre ele; no entanto, o Dr. W deliberadamente toma seus ataques de frente e emerge da fumaça com uma aura dourada brilhante idêntica à deles. Depois de concluir sua análise, ele abre um portal e escapa. Enquanto isso, Fu está observando a batalha entre Goku, Vegeta, Turles e Bojack. Ele libera Doki-Doki, que gera ondas de energia escura que imobilizam Goku, Vegeta, Xeno Trunks e Xeno Pan. Toki-Toki tenta neutralizar a energia escura, mas Fu o prende e o joga através de um portal, antes de recordar Doki-Doki e escapar através dele. Turles e Bojack também escapam através de portais, deixando os quatro heróis sozinhos. De volta ao inferno, o Dr. W entrega os dados que ele coletou sobre Xeno Goku e Xeno Vegeta para uma máquina estranha, a que ele se refere como "Janemba". |   | |                |                  |                           |
| 25 | 5 | "Grande batalha decisiva no inferno! Um novo Janemba!" "地獄大決戦！新たなるジャネンバ！ Jigoku dai kessen! Aratanaru Janenba!"                                                              | Masanori Satō  | Atsuhiro Tomioka | 30 de julho de 2020       |
| 26 | 6 | "Explosão do Punho de Dragão! Poder total del Super Saiyajin 4: quebra de limite!" "龍拳炸裂！超フルパワーサイヤ人4・限界突破！ Ryūken Sakuretsu! Chō Furu Pawā Saiya-jin Fō: Genkai Toppa!" | Masanori Satō  | Atsuhiro Tomioka | 27 de agosto de 2020      |
| 27 | 7 | "Terror violento! O retorno da aura maligna!" "暴走の恐怖！悪のオーラ再び！ Bōsō no Kyōfu! Aku no Ōra Futatabi!"                                                                             | Wataru Matsumi | Atsuhiro Tomioka | 30 de setembro de 2020    |
| 28 | 8 | "Batalha feroz no espaço de tempo! Vegetto vs Super Fu" "時の狭間の激闘！ベジットVS超フュー Toki no Hazama no Gekitō! Bejitto Bāsasu Sūpā Fyū"                                               | N/A            | Atsuhiro Tomioka | 25 de outubro de 2020     |

#### Saga Especial II (2020)
Saga Especial II é a quinta saga do anime.
| #  | # | Título traduzido Título original japonês | Dirigido por   | Escrito por      | Data de exibição original |
| -- | - | --- | -------------- | ---------------- | ------------------------- |
| 29 | 1 | "Avance para o campo de batalha - Dragon Ball Heroes" "戦いの場所へ突き進め ドラゴンボールヒーローズ Tatakai no Basho e Tsukisusume Doragon Bōru Hīrōzu" | Wataru Matsumi | Atsuhiro Tomioka | 15 de novembro de 2020    |

#### Saga da Criação do Universo (2020-2021)
| #  | #  | Título traduzido Título original japonês | Dirigido por      | Escrito por      | Data de exibição original |
| -- | -- | --- | ----------------- | ---------------- | ------------------------- |
| 30 | 1  | "Mal renascido - Nascimento do rei das trevas Fu!" "蘇る邪悪 暗黒王フュー誕生！ Yomigaeru Jaaku Ankokuō Fyū Tanjō!"                                                                                                  | Keitarō Nakashima | Atsuhiro Tomioka | 20 de dezembro de 2020    |
| 31 | 2  | "A pior quebra de limite! Broly reviveu!" "最凶の限界突破！ブロリー復活！ Saikyō no Genkai Toppa! Burorī Fukkatsu!"                                                                                                  | Wataru Matsumi    | Atsuhiro Tomioka | 20 de janeiro de 2021     |
| 32 | 3  | "O resultado da criação do universo - O nascimento de um novo mundo!" "宇宙創成のゆくえ 新たなる世界の誕生！ Uchū Sōsei no Yukue Arata Naru Sekai no Tanjō!"                                                         | Keitarō Nakashima | Atsuhiro Tomioka | 25 de fevereiro de 2021   |
| 33 | 4  | "Nova guerra espaço-tempo! A batalha feroz final começa!e" "新時空大戦！究極の激闘開幕！ Shin-jikū Taisen! Kyūkyoku no Gekitō Kaimaku"                                                                               | Yashiro Nomiya    | Atsuhiro Tomioka | 17 de março de 2021       |
| 34 | 5  | "O guerreiro de preto aparece! Uma nova aventura começa!" "黒衣の戦士現る！新たなる冒険スタート！ Kokui no Senshi Arawaru! Arata Naru Bōken Sutāto!"                                                                 | Wataru Matsumi    | Atsuhiro Tomioka | 15 de abril de 2021       |
| 35 | 6  | "O orgulho do guerreiro eace! Vegeta, despertando!!" "戦闘民族の誇り！ベジータ、覚醒！！ Sentō Minzoku no Hokori! Bejīta, Kakusei!!"                                                                                 | Yashiro Nomiya    | Atsuhiro Tomioka | 9 de maio de 2021         |
| 36 | 7  | "Super Saiyajin Rosé vs. Instinto Superior! Um grande duelo de abalar o planeta!Saiy" "超サイヤ人ロゼVS身勝手の極意！惑星激震の大決闘！ Sūpā Saiya-jin Roze Bāsasu Migatte no Gokui! Wakusei Gekishin no Dai Kettō!" | Akihiro Nakamura  | Atsuhiro Tomioka | 20 de junho de 2021       |
| 37 | 8  | "O guerreiro de preto contra Goku Black! A trama escura torna-se clara!" "黒衣の戦士VSゴクウブラック！明らかになる闇の企み！ Kokui no Senshi Bāsasu Gokū Burakku! Akiraka ni Naru Yami no Takurami!"                 | Keitarō Nakashima | Atsuhiro Tomioka | 11 de julho de 2021       |
| 38 | 9  | "A batalha final no universo falso! Choque de azul e escarlate" "宇宙モドキの最終決戦！激突する蒼と紅 Uchū Modoki no Saishū Kessen! Gekitotsu Suru Ao to Aka"                                                        | Keitarō Nakashima | Atsuhiro Tomioka | 15 de setembro de 2021    |
| 39 | 10 | "A ameaça obstrutiva de Fu! Nascimento da combinação milagrosa mais forte!" "立ちはだかるフューの脅威！奇跡の最強コンビ誕生！ Tachihadakaru Fyū no Kyōi! Kiseki no Saikyō Konbi Tanjō!"                              | Wataru Matsumi    | Atsuhiro Tomioka | 24 de outubro de 2021     |
| 40 | 11 | "O último poder total! Batalha feroz pelo futuro, finalmente resolvida!" "最後のフルパワー！ 未来をかけた激闘、遂に決着！ Saigo no Furu Pawā! Mirai o Kaketa Gekitō, Tsui ni Ketchaku!"                              | Yasushi Murayama  | Atsuhiro Tomioka | 18 de dezembro de 2021    |

#### Saga do Kaioshin do Tempo (2022-2023)
| #  | #  | Título traduzido Título original japonês | Dirigido por     | Escrito por      | Data de exibição original |
| -- | -- | --- | ---------------- | ---------------- | ------------------------- |
| 41 | 1  | "Um plano em movimento - Os guerreiros mais poderosos Do outro lado do espaço-tempo se reúnem!" "動き出した計画 時空を超えた最強戦士集結！ Ugokidashita Keikaku - Jikū o Koeta Saikyō Senshi Shūketsu!" | Yasushi Murayama | Atsuhiro Tomioka | 23 de fevereiro de 2022   |
| 42 | 2  | "Batalha feroz no torneio super espaço-tempo! Os guerreiros de preto invadem!" "激闘の超時空トーナメント！襲来する黒衣の戦士たち！ Gekitō no Chō Jikū Tōnamento! Shūrai Suru Kokui no Senshi-tachi!"    | Yasushi Murayama | Atsuhiro Tomioka | 31 de março de 2022       |
| 43 | 3  | "Batalha feroz ao longo do tempo! A ameaça dos guerreiros de preto!" "時を超えた激闘！黒衣の戦士たちの脅威！ Toki o Koeta Gekitō! Kokui no Senshi-tachi no Kyōi!"                                       | Yasushi Murayama | Atsuhiro Tomioka | 30 de junho de 2022       |
| 44 | 4  | "Goku vs. o guerreiro de preto! O resultado de cada batalha!" "悟空VS黒衣の戦士！それぞれの戦いの行方！ Gokū Bāsasu Kokui no Senshi! Sorezore no Tatakai no Yukue!"                                     | Yasushi Murayama | Atsuhiro Tomioka | 1 de setembro de 2022     |
| 45 | 5  | "Batalha decisiva no reino divino! O poder do tempo se aproxima!" "神次元の決戦！迫りくる時の力！ Shin Jigen no Kessen! Semarikuru Toki no Chikara!"                                                    | Yasushi Murayama | Atsuhiro Tomioka | 23 de outubro de 2022     |
| 46 | 6  | "O novo rei das trevas invade! A terrível batalha decisiva começa!" "新たなる暗黒王襲来！恐怖の決戦開幕！ Arata Naru Ankokuō Shūrai! Kyōfu no Kessen Kaimaku!"                                          | Yasushi Murayama | Atsuhiro Tomioka | 17 de dezembro de 2022    |
| 47 | 7  | "A mão maligna do rei das trevas Domigra - Uma batalha turbulenta no super espaço-tempo!" "暗黒王ドミグラの魔の手 激動の超時空バトル！ Ankokuō Domigura no Ma no Te - Gekidō no Chō Jikū Batoru!"       | Yasushi Murayama | Atsuhiro Tomioka | 12 de fevereiro de 2023   |
| 48 | 8  | "Um vínculo através do espaço-tempo! O punho da justiça que esmaga o mal!" "時空を超えた結束！悪を打ち砕く正義の拳！ Jikū o Koeta Kessoku! Aku o Uchikudaku Seigi no Kobushi!"                          | -                | -                | 13 de abril de 2023       |
| 49 | 9  | "O poder mais forte VS o mais mortal! Liberando o poder além dos limites!" "最強ＶＳ最凶！限界を超えた力を解き放て！ Saikyō bāsasu Saikyō! Genkai o Koeta Chikara o Tokihanate!"                        | -                | -                | 10 de junho de 2023       |
| 50 | 10 | "Uma luz de esperança que não se apagará! E uma luta milagrosa!" "絶望を消し去る希望の光そして奇跡の決闘へ！ Zetsubō o Keshi Saru Kibō no Hikari Soshite Kiseki no Kettō e!"                            | -                | -                | 24 de agosto de 2023      |

#### Saga do invasor demoníaco (2023-2024)
| #  | # | Título traduzido Título original japonês | Dirigido por | Escrito por | Data de exibição original |
| -- | - | --- | ------------ | ----------- | ------------------------- |
| 51 | 1 | "A saga do invasor demoníaco começa! Uma sombra negra atinge a Terra!" "魔の侵略者編開幕！地球を襲う黒い影！ Ma no Shinryaku-sha-hen Kaimaku! Chikyū o Osou Kuroi Kage!" | -            | -           | 22 de outubro de 2023     |
| 52 | 2 | "A caça a Deus continua! Duas batalhas entrelaçadas!" "進行する神狩リ絡み合う２つの戦況！ Shinkō Suru Kamigari Karamiau Futatsu no Senkyō!"                              | -            | -           | 16 de dezembro de 2023    |
| 53 | 3 | "A batalha do palácio de Ozotto! Exploda, poder Saiyajin!" "オゾット宮殿の戦い！爆発せよ、サイヤ人パワー！ Ozotto Kyūden no Tatakai! Bakuhatsu seyo, Saiyahito Pawā!"    | -            | -           | 18 de fevereiro de 2024   |
| 54 | 4 | "Explosão de punho de raiva! Luta feroz dos presos!" "恐りの拳炸裂！囚われの間の激闘！ Ikari no Kobushi Sakuretsu! Toraware no Ma no Gekitō!"                            | -            | -           | 11 de abril de 2024       |
| 55 | 5 | "Fuja da mansão Ozotto! A alma de Goku desperta!" "おぞっと屋敷からの脱出！悟空の魂が覚醒する！ Ozotto Yashiki Kara no Dasshutsu! Gokū no Tamashī ga Kakusei Suru!"      | -            | -           | 9 de junho de 2024        |
| 56 | 6 | "Liberte! Um ataque total! Um meteoro prateado atravessa os céus!" "放て！渾身の一撃！かけ抜ける白銀の流星 Hanate! Konshin no Ichigeki! Kakenukeru Hakugin no Meteo"     | -            | -           | 8 de agosto de 2024       |